# حلقيات الردف
حلقيات الردف (الاسم العلمي:†Cyclopygidae) هي فصيلة منقرضة من الحيوانات تتبع رتبة الغامضات. كان لدى حلقيات الردف توزيع خارج استوائي وهناك أدلة على أنهم عاشوا في أجزاء داكنة من عمود الماء (بعمق حوالي 175 متر). تتميز حلقيات الردف بعيون متضخمة مع زاوية رؤية واسعة، أفقية ورأسية، تذكرنا بعيون اليعسوب. عادة ما تلمس هذه المقطب مباشرة على الجانب. تفتقر ، جميعًا إلى العمود الفقري الجيني ، لكن جنس ملتحمة العيون (Symphysops) تحمل العمود الفقري الأمامي الموجه على المقطب. من المفترض أن أعضاء جنس Pricyclopyge قد سبحوا رأسًا على الأقل ولديهم أعضاء ذات خاصية ضيائية حيوية في الجزء الثالث من الصدر. تحتوي حلقيات الردف على ما بين 7 و 5 أجزاء من الصدر ومحور عريض وقوي وفصوص جانبية قصيرة (أو غشاء الجنب).

## أجناس
- حلقية الردف
- ملتحمة العيون